# Karl Friedrich Reinhard von Gemmingen (1743–1821)
Karl Friedrich Reinhard von Gemmingen-Guttenberg (* 23. Dezember 1743 in Ludwigsburg; † 15. Oktober 1821 in Stuttgart) war württembergischer Kammerherr, Geheimrat und Hausmarschall.

## Leben
Er entstammte der Linie Bürg-Presteneck der Freiherren von Gemmingen und war Sohn des Kommandeurs des herzoglich-württembergischen Leibcorps, Karl August von Gemmingen (1716–1785), und der Auguste Maria von Mizschefall († 1762). Er trat 1760 in herzoglich-württembergische Hofdienste und war Begleiter von Herzog Carl Eugen auf dessen Reisen nach Italien, England und Frankreich. Er wurde zum Kammerherrn, wirklichen Geheimen Rat und Hausmarschall ernannt. Er starb 1821 ledig.
1778 wurde er in die Freimaurerloge Zu den 3 Cedern in Stuttgart zum Freimaurer aufgenommen.